# Università degli Studi della Repubblica di San Marino
Die Università degli Studi della Repubblica di San Marino (deutsch Universität der Republik von San Marino) wurde mit dem Gesetz 127 vom 31. Oktober 1985 von den Capitani Reggenti Pier Paolo Gasperoni und Ubaldo Biordi gegründet. Ihr Rektor ist Giorgio Petroni. Sie hat ihren Sitz in der Hauptstadt San Marino in der Contrada del Collegio 38 und ist in sechs Fakultäten (nach der san-marinesischen Bezeichnung Dipartimenti eher als die italienischen Facoltà) untergliedert:

## Fakultäten

### Dipartimento della Comunicazione (Kommunikationsfakultät)
Leiterin dieser Fakultät ist Patrizia Violi, die auch an der Universität Bologna tätig ist, und fördert Forschung, Ausarbeitung und Vergleich im Bereich der semiotischen Kommunikation und der Kognitionswissenschaft. Ihr Sitz befindet sich in der Contrada Omerelli 77, in der Hauptstadt.

### Dipartimento della Formazione (Erziehungsfakultät)
Die Fakultät wurde von Renzo Canestrari im Jahre 1991 gegründet und wird von Luigi Guerra von der Universität Bologna geleitet. Bezweckt ist die Forschung und die Berufsausbildung. Ihr Sitz befindet sich in der via Napoleone Bonaparte 3 in San Marino. Seit 2000 wird der Kurs Educazione 2000 veranstaltet, ein Ausbildungs- und Fortbildungskurs für Universitätsdozenten.

### Dipartimento di Economia e Tecnologia (Wirtschaftliche und technische Fakultät)
Diese Fakultät ist vor allem in der Forschung neuer Technologien tätig. Sie setzt sich aus vier Instituten (sezioni) zusammen:
- Scuola Superiore in Ingegneria Economico-Gestionale (Fachhochschule für das Wirtschaftsingenieurwesen)
- Osservatorio sulle Imprese (Institut für Unternehmen)
- Osservatorio sullo Sport (Institut für Sport)
- Osservatorio sulla Pubblica Amministrazione (Institut für die Verwaltungsbehörde)
- Polo Tecnologico NETTUNO, lauree a distanza (Technologiezentrum NETTUNO, Fernuniversität)

Ihr Sitz befindet sich in der via Bandirola 44 in Montegiardino. Ihr Leiter ist Vito Albino.

### Dipartimento di Studi Biomedici (Biomedizinische Fakultät)
Sie bietet zwei wichtige Fortbildungskurse:
- Medicina e Chirurgia Estetica (Medizin und plastische Chirurgie)
- Flebilinfologia (Phlebolymphologie)

zwei Universitätskurse:
- Corso Nazionale per Coordinatori al Prelievo (Staatlicher Kurs für Assistenten bei der Blutentnahme)
- Trapianto di Organi-Transplant Procurement Management (Organtransplantationskurs)

und dreijährige Universitätsabschlüsse:
Die Fakultät hat ihren Sitz in der Contrada Omerelli 77 in San Marino. Der Leiter ist Ippolito Giuseppe Donini.

### Dipartimento di Studi Giuridici (Rechtswissenschaftliche Fakultät)

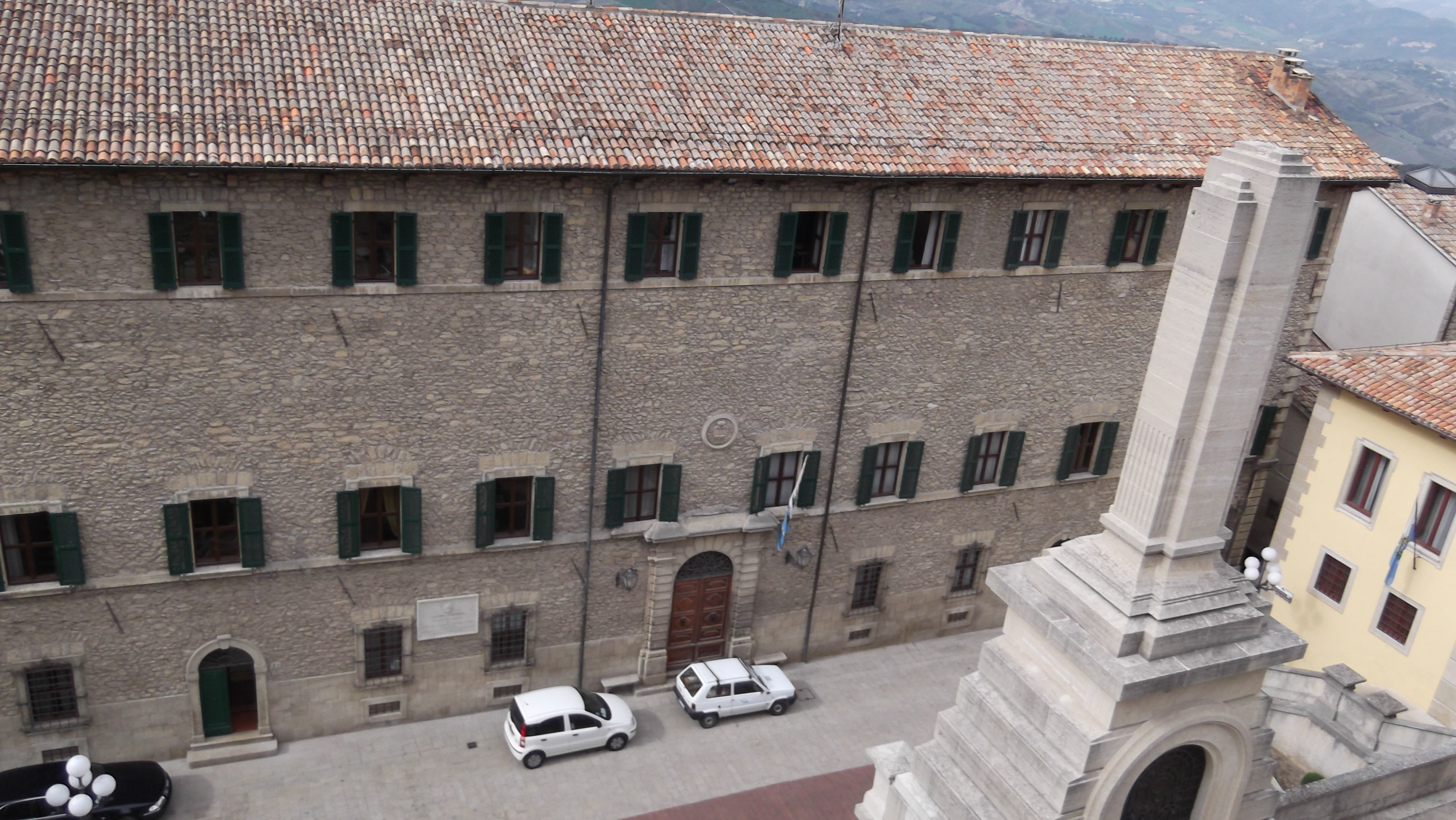
Die rechtswissenschaftliche Fakultät

Diese im Jahr 2000 von den Capitani Reggenti mit Gesetzesverordnung n. 123 gegründete Fakultät fördert und vertieft Merkmale der san-marinesischen Rechtswissenschaft. Sie umfasst die:
- Scuola di Perfezionamento in Diritto Sammarinese (Fortbildungskurse über die san-marinesische Rechtswissenschaft)
- Istituto Giuridico Sammarinese (Institut für san-marinesische Rechtsstudien)

Sie hat ihren Sitz in der Contrada delle Mura 16 in San Marino. Der Leiter ist Pier Giorgio Peruzzi.

### Dipartimento di Studi Storici (Historische Fakultät)
2004 gegründet, gliedert sie sich in zwei Institute:
- Staatliche Fachhochschule für historische Studien
- Centro Sammarinese di Studi Storici (San-marinesisches Forschungszentrum für Geschichte).

Sie hat ihren Sitz in der via Napoleone Bonaparte 3.

## Bemerkung
Die san-marinesischen Universitätsabschlüsse sind in Italien und in der EU gültig, obwohl San Marino kein EU-Mitglied ist.